# Marcin ze Sławska
Marcin ze Sławska Zaremba herbu Zaremba (zm. 1453) – kasztelan i wojewoda kaliski, opiekun (tutor) królestwa w 1434 roku.

## Życie prywatne
Był synem kasztelana gnieźnieńskiego i rogozińskiego Mikołaja z Królikowa Zaremba (zm. 1395) i Mścichny z Koźla (zm. 1398). Brat Janusza z Królikowa (zm. 1419), kasztelana gnieźnieńskiego. Poślubił przed 1414 Jachnę, która urodziła Szymona Zarembę ze Sławska, zwanego także Szymonem Rychwalskim. Drugą żoną kasztelana była Anna.

## Pełnione urzędy
W latach (1409-1415) podstoli poznański, następnie podkomorzy poznański (1419/1420-1425). Od 1426 kasztelan kaliski, od 1428 kasztelan poznański. W latach (1428-1430) starosta generalny Wielkopolski. wojewoda kaliski od 1436. Starosta Ujścia w latach 1430–1452-(1453).
Był uczestnikiem konfederacji Zbigniewa Oleśnickiego w 1438 roku.

## Majątki ziemskie
W bitwie pod Grunwaldem 15 lipca 1410 roku dowodził własną chorągwią.
Właściciel wielu dóbr ziemskich w województwie kaliskim, po 1430 rozwijał osadnictwo w starostwie ujskim, prawdopodobnie był założycielem miasta Piły (między 1437 a 1449).